# Bobby Roode
Robert Francis "Bobby" Roode Jr.  (Peterborough, 11 de maio de 1976), mais conhecido como Robert Roode, é um ex-lutador de luta livre profissional canadense. Desde que se afastou dos ringues em 2022 tem trabalhado na sua nova função de produtor.
Roode é mais conhecido por ter trabalhado durante 12 anos para a Total Nonstop Action Wrestling (TNA) de 2004 a 2016. Roode estreou como membro do Team Canada em 2004, tornando-se duas vezes campeão mundial de duplas da NWA com Eric Young. Após a separação da equipe, ele ficou um bom tempo sendo lutador individual, até que ele formou uma dupla bem sucedida com James Storm chamada Beer Money, Inc. Juntamente com Storm, eles foram cinco vezes campeão mundial de duplas da TNA e eles são os campeões com o maior reinado da história da TNA. Roode posteriormente derrotou Storm para se tornar campeão mundial dos pesos-pesados da TNA e se tornou o campeão peso-pesado com o maior reinado na história da empresa, mantendo o título por 256 dias. Em seus últimos anos com a empresa, Roode teve um último reinado como campeão mundial dos pesos-pesados da TNA, ganhou também o Campeonato Mundial de Duplas da TNA com Austin Aries e foi uma vez campeão King of the Mountain da TNA.
Roode teve alguns combates pela WWE de 1998 a 2004 (principalmente luta preliminares), mas ele realmente assinou com a promoção em 2016 e começou sua carreira no território de desenvolvimento da empresa, o NXT, onde ele foi uma vez campeão do NXT antes de ir para o plantel principal. Roode estreou no SmackDown em 22 de agosto de 2017 e rapidamente entrou para o Team SmackDown, para paticipar da luta principal do Survivor Series daquele ano e entrando em rivalidades pelo Campeonato dos Estados Unidos, eventualmente ganhando o título em janeiro de 2018, do qual foi o seu primeiro título no plantel principal.

## Carreira na luta profissional

### Circuito independente (1998-2004)
Roode foi treinado em Peterborough, Ontário, sua cidade natal, pelos colegas Sean Morley e Shane Sewell. Ele completou seu treinamento após um ano e teve sua luta de estreia em junho de 1998 como "Total" Lee Awesome contra Pete Rock. Ele passou a trabalhar para várias promoções independentes canadenses, além de fazer aparições para a promoção porto-riquenha World Wrestling Council (WWC). Ele também passou a lutar em combates preliminares para a World Wrestling Federation/Entertainment (WWF/E) entre 1998 a 2004 antes de ser contratado pela Total Nonstop Action Wrestling (TNA).
Roode atuou para a World Wrestling Federation (mais tarde renomeado World Wrestling Entertainment) várias vezes entre 2001 e 2004. Ele geralmente apareceu em programas de televisão secundários como Jakked/Metal, Sunday Night Heat ou Velocity. Ele também lutou em combates preliminares antes do Raw e do SmackDown.

### Total Nonstop Action Wrestling (2004-2016)

#### Team Canada (2004-2006)

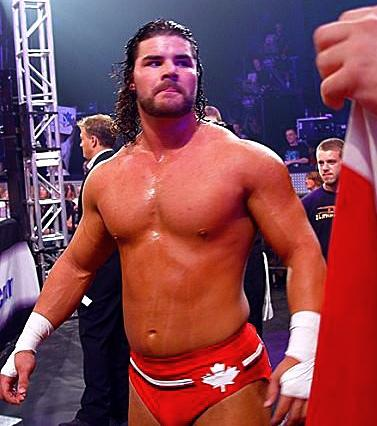
Roode em 2005 como membro do Team Canada.

Em maio de 2004, Roode foi trazido para a Total Nonstop Action Wrestling (TNA) por Scott D'Amore, o proprietário da Border City Wrestling, uma companhia independente canadense para a qual Roode trabalhou na ocasião. Roode estreou na TNA como membro da stable Team Canada, junto com Petey Williams, Johnny Devine e Eric Young, e participou da World X-Cup, que foi conquistada pelo Team USA. Como o maior e mais poderoso membro do Team Canada na época, Roode atuou como responsável pelo grupo, um papel popularizado por Arn Anderson. No início de 2006, ao reconhecer suas comparações com Anderson, ele solicitou que ele fosse chamado de "The Canadian Enforcer" a partir desse ponto, e começou a chegar ao ringue em roupões de lantejoula, parecidos com o estilo chamativo popularizado pelos Four Horsemen e Rick Rude no final da década de 1980.
Em outubro de 2004, Roode e Eric Young derrotaram Christopher Daniels e James Storm para se tornarem os novos campeões mundiais de duplas da NWA, mas em novembro perderam o título para a 3Live Kru (Konnan, BG James e Ron Killings), e reconquistaram o título em dezembro do mesmo ano, se tornando duas vezes campeões mundiais de duplas da NWA, mas em janeiro de 2005, perderam de novo o título, desta vez para o America's Most Wanted. Em 14 de agosto de 2005, no Pay-per-view Sacrifice, o Team Canada derrotou o America's Most Wanted e The Naturals em uma luta eight man tag team.
Em 15 de janeiro de 2006, no Final Resolution, Roode começou uma carreira solo, enquanto ainda estava ligado ao Team Canada, ao derrotar Ron Killings. Cinco meses depois, no episódio de 29 de junho do TNA Impact!, o Diretor de Gestão da TNA, Jim Cornette, forçou a dissolução do Team Canada. No entanto, no episódio de 6 de julho do Impact!, Cornette deu ao Team Canada mais uma chance de permanecer juntos, mas apenas se vencessem uma luta na semana seguinte contra Jay Lethal, Rhino e Team 3D (Brother Ray e Brother Devon). No episódio de 13 de julho do Impact!, o Team Canada perdeu a luta, sendo eliminando de uma vez por todas.

#### Robert Roode Inc. (2006-2008)
Após a dissolução do Team Canada, Roode começou a se referir como o "agente livre mais quente da TNA". As vinhetas começaram a aparecer com vários gerentes da TNA, como Simon Diamond, Jim Mitchell e Shane Douglas colocando a ideia de que Roode era um competidor do Campeonato Mundial dos Pesos-Pesados da NWA e declarando seu interesse em se tornar seu gerente, mas ele eventualmente os descartou. Tendo escolhido não trabalhar com um gerente atual da TNA, os segmentos começaram a ser exibidos com Roode entrevistando os gerentes para o cargo, Bobby "The Brain" Heenan em 7 de setembro, Col. Robert Parker em 14 de setembro e Sherri Martel em 21 de setembro. Ele revelou seu gerente escolhido no Bound for Glory, como sendo Traci Brooks e ele prontamente começou a se referir como "Robert Roode", adotando uma gimmick de um comerciante de ações de Wall Street, com Brooks agora se referindo como "Ms. Brooks", sua "Diretora Executiva" (CEO). Sua primeira rivalidade após a mudança foi contra Eric Young, de quem ficou com ciúmes quando percebeu que os fãs não estavam se alegrando com ele, e sim com os movimentos de Young. Depois que Young venceu Brooks em um concurso de biquíni no Turning Point de 2006, Roode exigiu que Brooks fizesse com que Young assinasse para "Robert Roode Inc.". Finalmente, no evento Against All Odds de 2007, Brooks seduziu Young para assinar um contrato a "Robert Roode Inc.", e Roode começou a controlar Young ao ordená-lo.
Young, no entanto, começou a lutar de novo, devido ao conselho de um "amigo" misterioso. No Lockdown de 2007, Roode enfrentou Petey Williams, o homem que ele acreditava ser o "amigo" de Young, e ganhou a luta apesar de Young tentar ajudar Williams. Na semana seguinte, Young disse que Williams não era seu "amigo", e Roode, que controlava o contrato de Young, deu a Young uma semana para dizer a ele quem era seu amigo ou ele seria demitido. Na semana seguinte, Young revelou que seu "amigo" era Jeff Jarrett, que resultou em Roode enfrentando Jarrett no Sacrifice. Roode derrotou Jarrett depois de aplicar um Pay Off. Roode acabou enfrentando Young no Slammiversary 2007. Roode fez a contagem em Young depois de acertá-lo com uma cadeira de aço, mas quando estava prestes a vencer, Jim Cornette aparece e ordena que a luta seja reiniciada. Young então acabou vencendo a luta e no processo cortou seus laços com Roode.
No início de 2008, após a chegada de Booker T na TNA, Roode se juntou à Ms. Brooks em uma luta de equipes mistas contra Booker T e sua esposa Sharmell no Final Resolution. Depois de perder a luta, Roode finalmente confronta Brooks, culpando ela pela derrota e quando Sharmell corre para o ringue para detê-lo, Roode virou-se e acabou acertando ela na mandíbula, derrubando-a. Enquanto Booker T correu para o ringue para ajudar a sua esposa, Roode escapou do ringue e percebeu o que havia feito. No Impact! seguinte, Roode confrontou Brooks e a demitiu, mas foi interrompido por Jim Cornette quando ele tentou por as mãos sobre ela. Posteriormente, o "fã número um" de Roode atacou Brooks quando ela estava saindo do ringue. O fã de Roode, chamada Ms. Payton Banks, substituiu Brooks.
A Ms. Payton Banks é abusada verbalmente por Roode após a derrota para Booker T e Sharmell no Lockdown e depois de insultá-la, como costumava fazer com a Ms. Brooks nos meses anteriores, Roode efetivamente acaba encerrando sua aliança com ela.

#### Beer Money, Inc. (2008-2011)

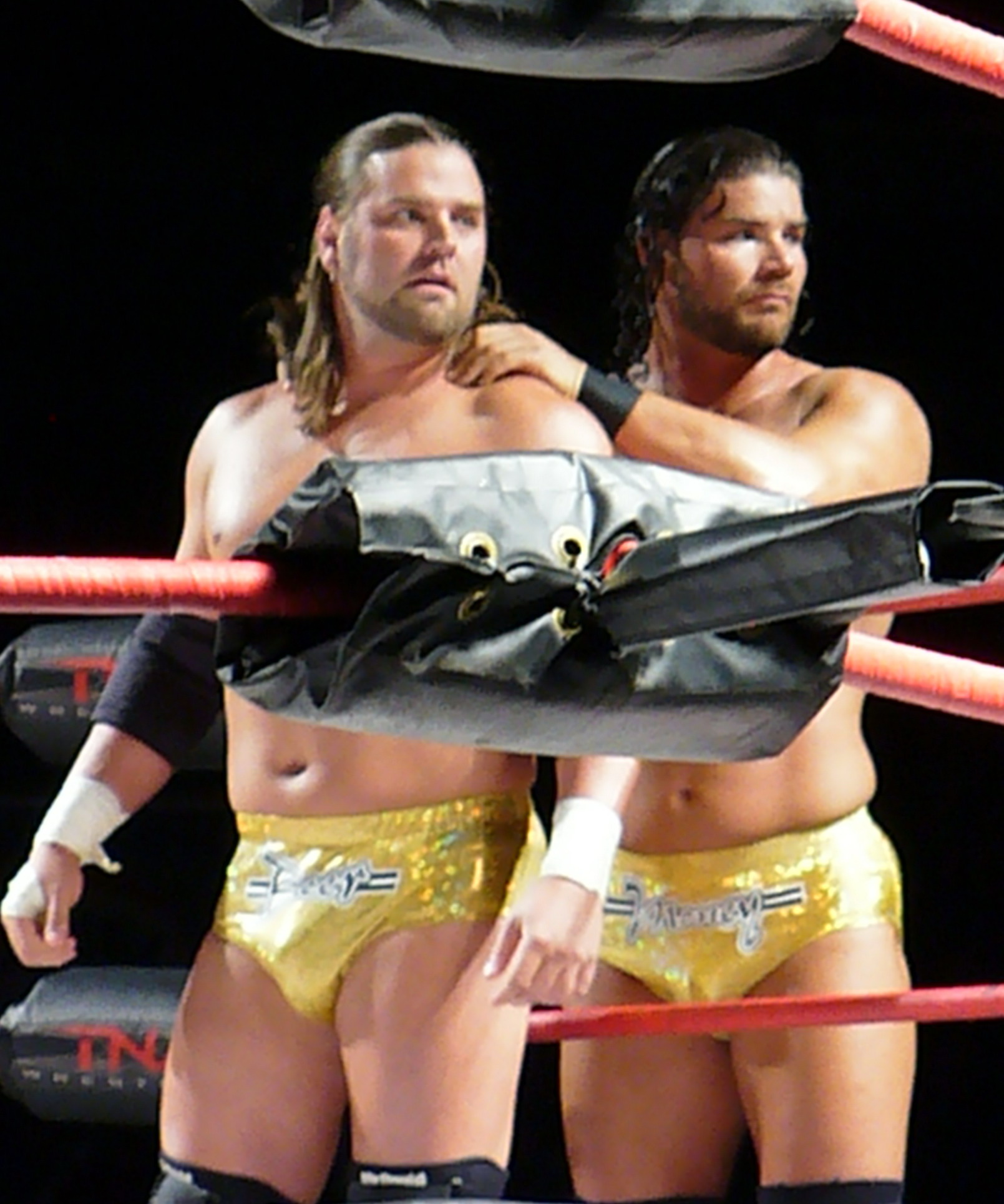
Beer Money, Inc. em setembro de 2008.

No episódio de 12 de junho do Impact!, Roode, juntamente com James Storm, desafiou a The Latin American Xchange (LAX) (Homicide e Hernandez) pelo Campeonato Mundial de Duplas da TNA. Storm e Roode ganharam, depois que Storm executou um Last Call em Hernandez, com um cinto enrolado em torno de sua bota. Hector Guerrero, gerente da LAX, estava no ringue e informou para o árbitro sobre o que aconteceu, reiniciando a luta. LAX então venceu, levando Roode, Storm e Jacqueline (gerente de Storm) a atacar a LAX. Na semana seguinte, a LAX desafiou Storm e Roode para uma luta Fan's Revenge Lumberjack no Victory Road. Roode e Storm começaram a chamar-se "Beer Money, Inc.", às vezes encurtados para simplesmente "Beer Money", com o nome baseado em suas gimmicks individuais (a gimmick de cowboy bebedor de cerveja de Storm representando "Beer" e a gimmick de comerciante de ações de Wall Street de Roode representando "Money"). No Victory Road, a LAX ganhou a luta. No Hard Justice, a Beer Money se tornou os novos campeões mundiais de duplas da TNA, derrotando a LAX depois de acertarem uma garrafa de cerveja em Homicide. A disputa continuou e no No Surrender, a Beer Money, Inc novamente venceu. No Bound for Glory IV, a Beer Money defendeu com sucesso o título em uma luta Monster's Ball de quatro equipes, depois que Roode fez a contagem em Hernandez da LAX.
Roode e Storm perderam os títulos para Jay Lethal e Consequences Creed no episódio de 8 de janeiro de 2009 do Impact!, mas os recuperou três dias depois no Genesis em uma luta 3-way, que também envolveu Abyss e Matt Morgan. Beer Money, Inc. enfrentou Creed e Jay Lethal no Against All Odds e manteve o título. No Lockdown, a Beer Money perdeu o Campeonato Mundial de Duplas da TNA para o Team 3D em uma Philadelphia Street Fight, onde os Títulos de Duplas da IWGP do Team 3D também estavam em jogo. Em 21 de maio, a Beer Money viraram mocinhos ao salvar o Team 3D, que estava sendo atacado pela The British Invasion (Doug Williams, Brutus Magnus e seu guarda-costas Rob Terry). Eles declararam que, todas as vezes em que lutaram, o Team 3D mostrou que, se você lutar, você deve pelo menos lutar de maneira justa. No Sacrifice, a Beer Money derrotou a The British Invasion para ganhar o Torneio Team 3D Invitational Tag Team e ganha o direito de desafiar o Team 3D pelos Títulos Mundiais de Duplas da TNA. No Slammiversary, a Beer Money derrotou o Team 3D para ganhar o Campeonato Mundial de Duplas da TNA pela terceira vez. No mês seguinte, no Victory Road, a Beer Money perdeu os títulos para Booker T e Scott Steiner da The Main Event Mafia.

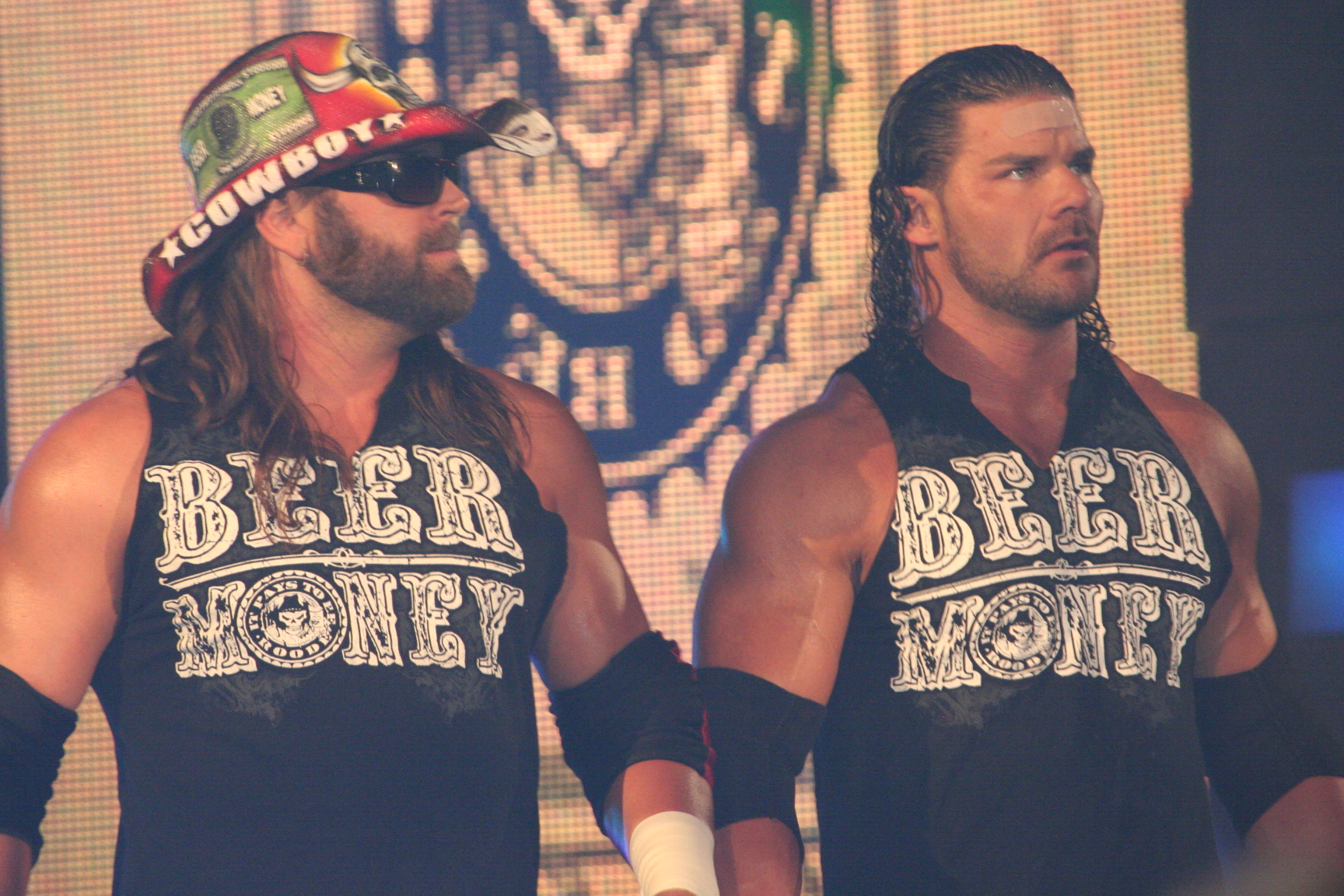
Beer Money, Inc. em julho de 2010.

Depois de quatro meses, após se aliarem ao Fortune, grupo liderado por Ric Flair, Roode e Storm voltaram à rota pelo Campeonato Mundial de Duplas da TNA, derrotando a Ink Inc. (Jesse Neal e Shannon Moore) no Final Resolution, para determinar o desafiante número um aos títulos. Em 9 de janeiro de 2011, no Genesis, a Beer Money, Inc. derrotou a The Motor City Machine Guns para ganhar o Campeonato Mundial de Duplas da TNA pela quarta vez. No início de maio, Roode voltou a usar mais uma vez o primeiro nome de Bobby. No dia 13 de julho, a Beer Money, Inc. tornaram-se os campeões com o maior reinado do Campeonato Mundial de Duplas da TNA na história do título, quebrando o recorde anterior de 184 dias, estabelecido por AJ Styles e Tomko em 2007. No dia 7 de agosto, no Hardcore Justice, a Beer Money, Inc. defendeu com sucesso o Campeonato Mundial de Duplas da TNA contra a Mexican America (Anarquia e Hernandez). Dois dias depois, nas filmagens do episódio de 18 de agosto do Impact Wrestling, a Mexican America derrotou a Beer Money, Inc. em uma revanche, após a interferência de Jeff Jarrett, para ganhar o Campeonato Mundial de Duplas da TNA, terminando o reinado recorde de Roode e Storm em 212 dias.

#### Campeão Mundial dos Pesos-Pesados da TNA (2011-2013)

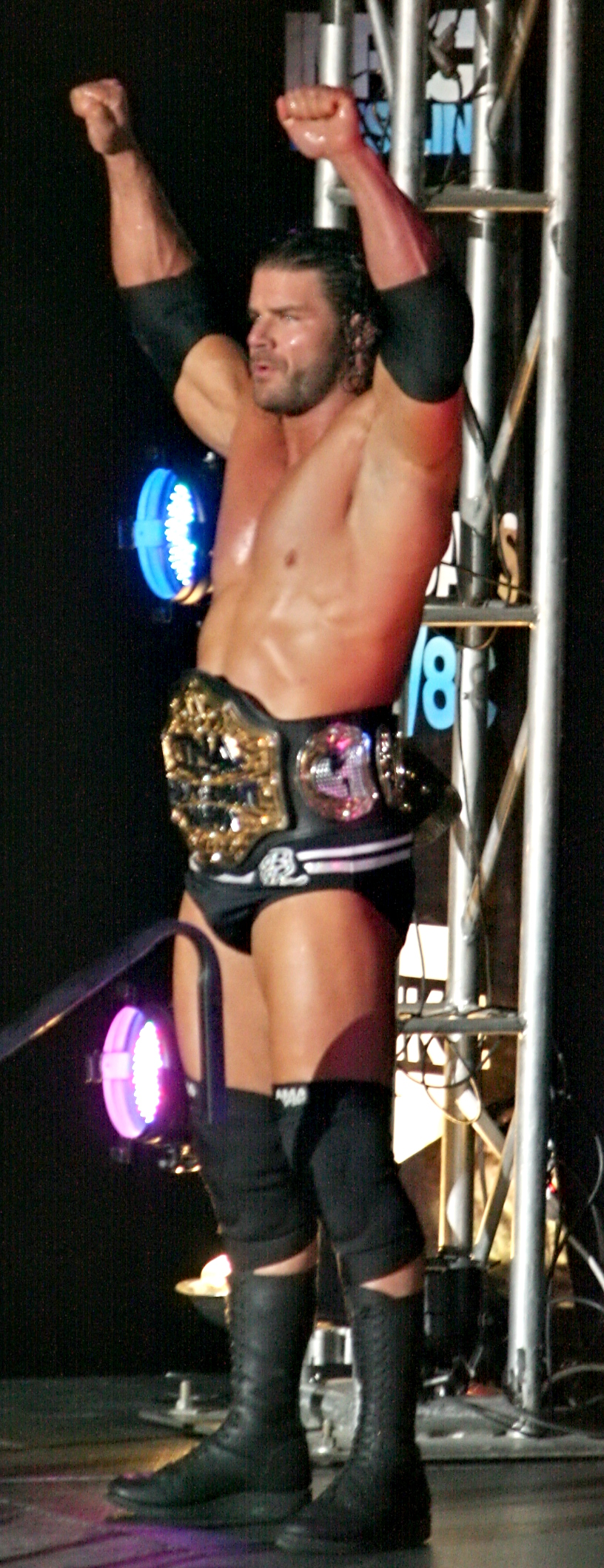
Roode como Campeão Mundial dos Pesos-Pesados da TNA.

De junho a setembro, Roode foi um dos doze participantes da Série Bound for Glory para determinar o desafiante número um ao Campeonato Mundial dos Pesos-Pesados da TNA e ele venceu este torneio. Em 16 de outubro, no Bound for Glory, Roode falhou na tentativa de ganhar o Campeonato Mundial dos Pesos-Pesados quando ele foi derrotado por Kurt Angle, depois que o árbitro não percebeu seu braço segurando as cordas. No episódio seguinte do Impact Wrestling, depois de revelar que Roode não era elegível para uma revanche com Angle, a nova figura de autoridade, Sting, deu a luta a James Storm, que derrotou Angle para se tornar o novo campeão mundial dos pesos-pesados. No episódio seguinte do Impact Wrestling, Roode derrotou Samoa Joe para se tornar o desafiante número um ao título de Storm. No episódio de 3 de novembro do Impact Wrestling, Roode derrotou Storm para se tornar o novo Campeão Mundial dos Pesos-Pesados da TNA, depois de acertar Storm com sua própria garrafa de cerveja, dissolvendo a Beer Money, Inc. e também se tornando um vilão no processo. Roode e Storm tiveram uma revanche pelo título na semana seguinte. Como resultado de um ataque nos bastidores, Storm entrou na luta sangrando e eventuamente perdeu, depois de passar pela perda de sangue. No episódio de 24 de maio de 2012 do Impact Wrestling, Roode defendeu com sucesso o seu título contra AJ Styles para garantir que no dia seguinte ele quebrasse o reinado recorde de Styles de 211 dias como campeão mundial dos pesos-pesados da TNA. No dia 8 de julho, no Destination X, Roode perdeu o Campeonato Mundial dos Pesos-Pesados da TNA para Austin Aries, terminando seu reinado aos 256 dias. Na tentativa de provar que a vitória de Aries tinha sido um acaso, Roode enfrentou o novo campeão mundial dos pesos-pesados em uma luta sem o título no episódio de 19 de julho do Impact Wrestling. No entanto, a luta terminou sem vencedor, quando ambos os concorrentes foram atacados por um grupo de agressores mascarados, conhecidos apenas como "Aces & Eights". No dia 12 de agosto no Hardcore Justice, Roode desafiou sem sucesso Aries pelo Campeonato Mundial dos Pesos-Pesados da TNA, com uma estipulação que o impediu de obter outra revanche pelo título, desde que Aries fosse campeão. No episódio de 6 de dezembro do Impact Wrestling, Roode foi revelado como o homem que pagou os Aces & Eights para atacar o campeão mundial dos pesos-pesados Jeff Hardy no final do show. Três dias depois, no Final Resolution, Roode falhou em sua tentativa de título contra Hardy, após que, ambos os homens foram atacados pelos Aces & Eights. No episódio seguinte do Impact Wrestling, o membro do Aces & Eights, Devon, revelou que Roode foi superado por Austin Aries para evitar que ele ganhasse o título. Na semana seguinte, Roode atacou Aries no evento principal da noite, custando-lhe sua luta pelo Campeonato Mundial dos Pesos-Pesados. No episódio seguinte do Impact Wrestling, Roode e Aries se enfrentaram em uma luta para decidir o desafiante número um ao título. O combate terminou sem vencedor, após o árbitro Earl Hebner, Roode e Aries serem atacados por Hardy. A rivalidade culminou em uma luta triple threat de eliminação em 13 de janeiro de 2013, no Genesis, onde Roode falhou novamente para conquistar o Campeonato Mundial dos Pesos-Pesados de Hardy.

#### Perseguições por títulos e reinados (2013-2015)

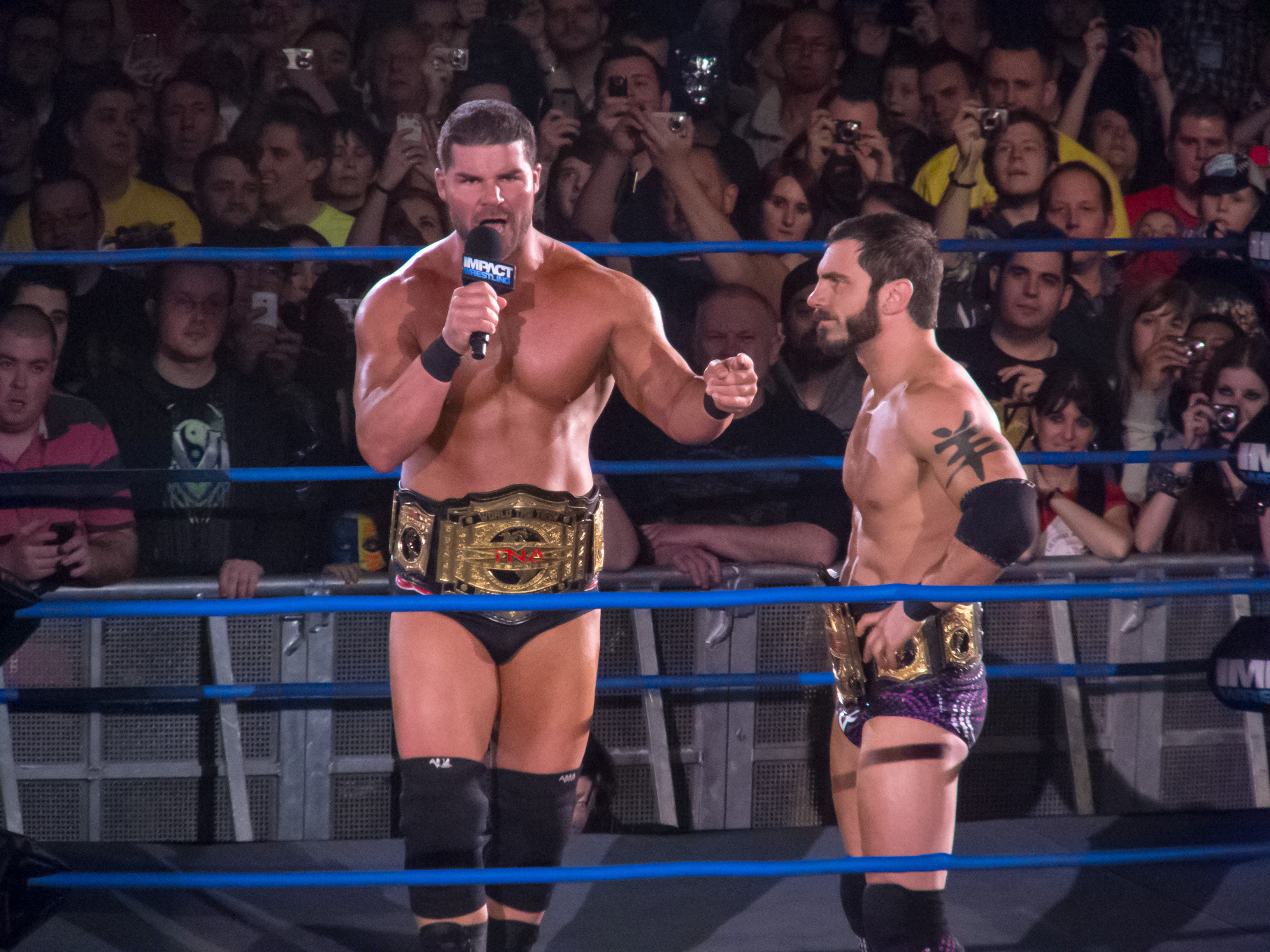
Roode e Austin Aries como Campeões Mundiais de Duplas da TNA.

Em 25 de janeiro, nas gravações do episódio de 31 de janeiro do Impact Wrestling, em Manchester, na inglaterra, Roode e Austin Aries derrotaram Chavo Guerrero Jr. e Hernandez para ganhar o Campeonato Mundial de Duplas da TNA pela quinta vez em sua carreira. No episódio de 11 de abril do Impact Wrestling, Roode e Aries perderam o Campeonato Mundial de Duplas da TNA para Guerrero e Hernandez em uma luta Two-out-of-Three Falls, terminando seu reinado aos 76 dias. Roode e Aries receberam sua revanche no episódio de 25 de abril do Impact Wrestling, mas foram novamente derrotados por Guerrero e Hernandez após a interferência de Christopher Daniels e Kazarian. Roode e Aries enfrentaram Daniels e Kazaria em uma number one contenders match no episódio do Impact Wrestling do dia 9 de maio, mas a luta terminou sem vencedor após o árbrito especial James Storm aplicar um superkick em Aries e após Daniels ir embora. Roode e Aries receberam outra chance pelo título de Guerrero e Hernandez no dia 2 de juno no Slammiversary XI, em uma fatal four-way elimination match, que também incluiu Bad Influence e foi ganha por Gunner e James Storm.
Por já terem ganhado a Bound for Glory Series, Roode e Jeff Hardy entraram na 2013 Bound for Glory Series no episódio do Impact Wrestling do dia 13 de junho. Roode começou a BFG Series com uma série de derrotas para Jeff Hardy, Magnus e para seu ex-parceiro de duplas Austin Aries. No episódio do Impact Wrestling do dia 1 de agosto, Roode disse que iria voltar à sua velha forma para reconquistar o World Heavyweight Championship. Roode então derrotou Hernandez após acertá-lo com uma garrafa de cerveja, ganhando assim 7 pontos. Na semana seguinte, Roode se aliou com Cristopher Daniels e Kazarian para formar uma nova força para que um deles ganhasse a Bound for Glory series. No dia 15 de agosto, no Impact Wrestling: Hardcore Justice, Roode derrotou Magnus, Mr. Anderson e Samoa Joe em uma ables match, após interferência de Daniles e Kazarian, para ganhar 20 pontos na BFG series. Na semana seguinte, o trio passou a se chamar EGO, e Roode e Kazarian derrotaram os TNA World Tag Team Champions Gunner e James Storm em uma luta sem o título em jogo. EGO também tentou recrutar o ex-parceiro de duplas de Rooode, Austin Aries, mas Aries atacou Daniels e custou sua luta. A participação de Roode na Bound for Glory series terminou no episódio do Impact Wrestling do dia 5 de setembro, quando ele foi eliminado de uma battle royal valendo 20 pontos que foi ganha por A.J. Styles.

## No wrestling
- Movimentos de finalização
  - Fujiwara armbar[21] – 2011
  - Northern Lariat[2] (Running lariat)
  - Pay Off (Bridging cradle suplex)[22] – 2007–presente, rolling cutter – 2006–2007, ou um swinging neckbreaker[2] – 2006)
  - Double R Spinebuster (Spinning spinebuster)[23][24]
- Movimentos secundários
  - Diving knee drop[25]
- Diving neckbreaker[26]
  - Roode Awakening[2] (Hangman's neckbreaker) – adopted from Rick Rude
  - Rolling neck snap[27]
  - Rotating belly to back side slam[28]
- Com James Storm
  - Movimentos de finalização
    - DWI – Drinking While Investing[29] (Simultaneous powerbomb (Storm) / neckbreaker slam (Roode) combinação)

  - Movimentos secundários
    - Assisted swinging side slam[30]
    - Catapult por Roode seguido de um DDT por Storm
    - Clothesline (Roode) / double knee backbreaker (Storm) combinação
    - Double suplex[31]
    - Scoop slam por Roode seguido por um elbow drops juntos de Roode e Storm[31]
    - Simultaneous Samoan drop (Storm) / diving neckbreaker (Roode) combinação[26]
    - Spinning spinebuster (Roode) / Double knee backbreaker (Storm) combinação[31]
    - Wheelbarrow facebuster (Roode) / double knee facebreaker (Storm) combinação[32]
- Managers
  - Coach D'Amore[2]
  - Eric Young[2]
  - Ms. Brooks[2]
  - Ms. Payton Banks[2]
  - Jacqueline[2]
  - Ric Flair[2]
- Apelidos
  - The Canadian Enforcer[33]
  - "Total" Lee Awesome[2]
  - "The Natural"[2]
- Temas de entrada
  - "No More Fears" por Dale Oliver[34]
  - "Sorry About Your Damn Luck" por Dale Oliver (Como parte da Beer Money, Inc.)
  - "Take a Fall (Instrumental)" por Dale Oliver
  - "Take a Fall" por Dale Oliver ae Serg Salinas[35]
  - "Fortune 4" por Dale Oliver[36]
  - "Glorious Domination" por CFO$ (14 de julho de 2016 – presente)

## Títulos e prêmios
- All–Canadian Pro Wrestling

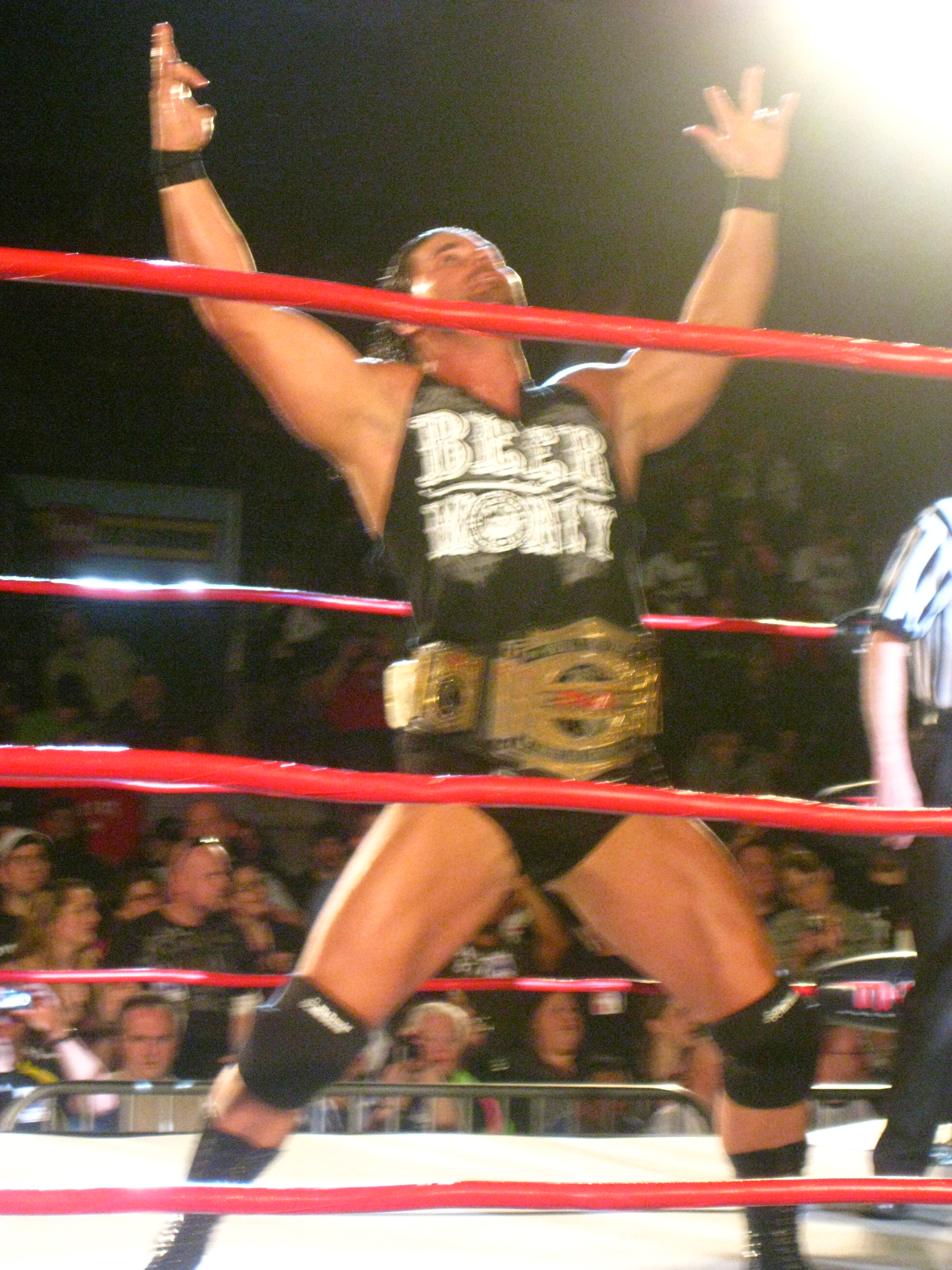
Roode 4 vezes TNA World Tag Team Champion

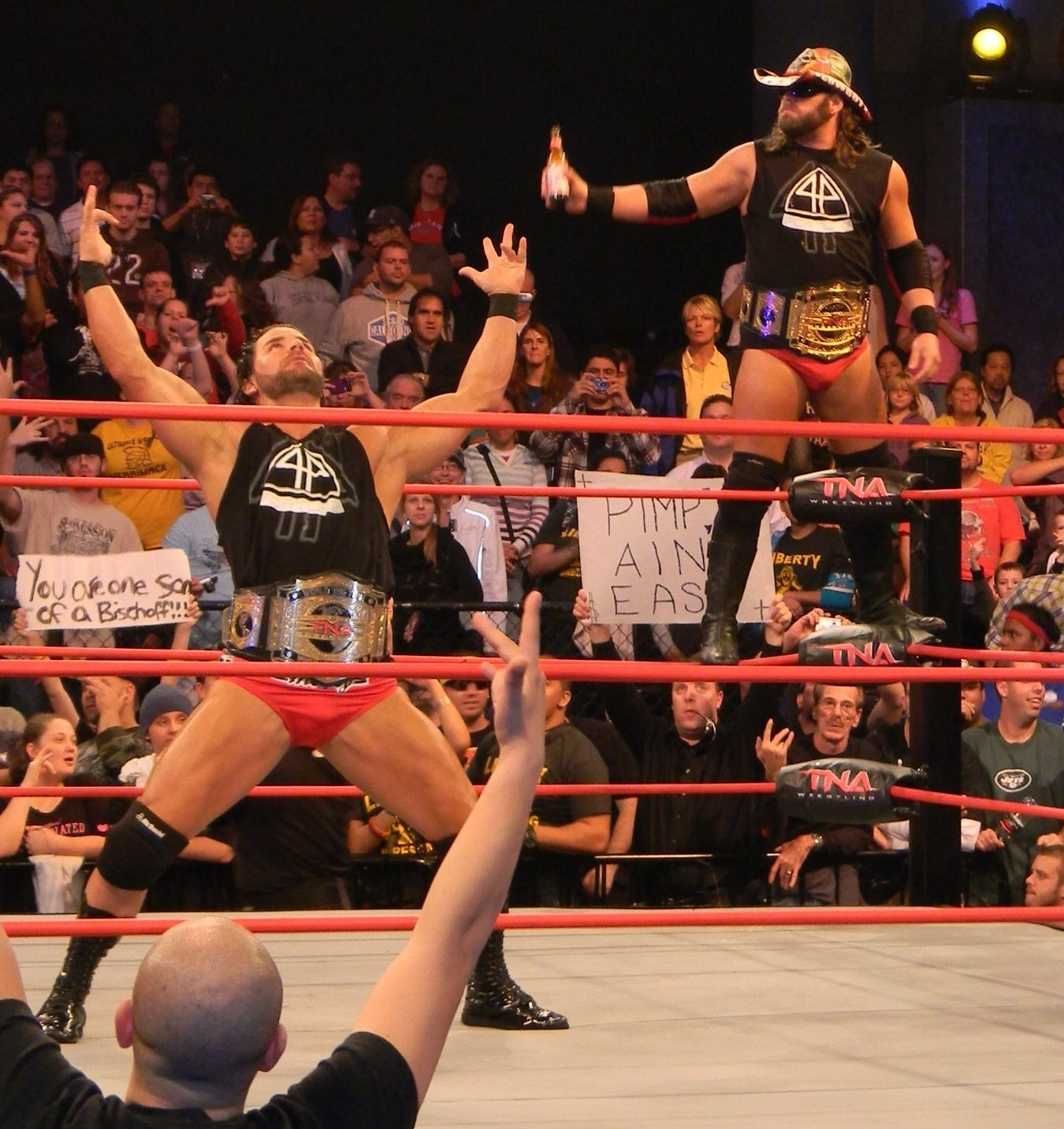
Beer Money, Inc. os TNA World Tag Team Champions em janeiro de 2011.

  - ACPW Heavyweight Championship (1 vez)[2]
- Atlantic Coast Wrestling
  - ACW International Heavyweight Championship (1 vez)[2]
- Border City Wrestling
  - BCW Can-Am Heavyweight Championship (1 vez)[37]
  - BCW Can-Am Tag Team Championship (1 vez)[38] – com Petey Williams[39]
- Maritime Wrestling
  - Maritime Cup (2003)[40]
- NWA Shockwave
  - NWA Cyberspace Heavyweight Championship (1 vez)[41]
- Prime Time Wrestling
  - PTW Heavyweight Championship (2 vezes)[42]
- Pro Wrestling Illustrated
  - Tag Team of the Year (2008) com James Storm
  - PWI ranked him #38 of the top 500 singles wrestlers in the PWI 500 in 2008[43]
- Real Action Wrestling
  - RAW Heavyweight Championship (4 vezes)[2]
- Total Nonstop Action Wrestling
  - TNA World Heavyweight Championship (2 vezes)[44]
  - TNA World Tag Team Championship (5 vezes) – com James Storm (4); com Austin Aries (1)[2][45]
  - NWA World Tag Team Championship (2 vezes) – com Eric Young[46]
  - Team 3D Invitational Tag Team Tournament (2009) – com James Storm[2]
  - TNA Tag Team Championship Series (2010) – com James Storm[2]
- Twin Wrestling Entertainment
  - TWE Heavyweight Championship (1 vez)[47]
- Universal Wrestling Alliance
  - UWA Heavyweight Championship (2 vezes)
  - UWA Tag Team Champion (1 vez) – com Petey Williams
- Wrestling Observer Newsletter awards
  - Worst Worked Match of the Year (2006) TNA Reverse Battle Royal em uma edição do TNA Impact![48]
- WWE
  - WWE United States Championship (1 vez)[49]
  - WWE Raw Tag Team Championship (2 vezes) - com Chad Gable(1) e Dolph Ziggler (1)
  - WWE SmackDown Tag Team Championship (1 vez, atual) - com Dolph Ziggler
  - WWE 24/7 Championship (1 vez)

- WWE NXT
  - NXT Championship (1 vez)[50]